# Schweizerische Volkspartei Oberwallis
Die SVP Oberwallis (SVPO) ist eine politische Partei im deutschsprachigen Teil des Kantons Wallis und eine Kantonalpartei der SVP Schweiz. Sie ist eine rechts-bürgerliche Partei mit gesellschaftskonservativen und wirtschaftsliberalen Positionen.
Die SVP Oberwallis ist die zweitstärkste politische Kraft im Oberwallis. Mit einem Wähleranteil von 22,8 Prozent stellt sie 8 der 32 Oberwalliser Grossräte. Mit Franz Ruppen ist sie seit 2021 in der Walliser Regierung vertreten.

## Parteipräsidenten
| Amtszeit  | Name           |
| --------- | -------------- |
| 2002–2005 | Markus Schwery |
| 2005–2020 | Franz Ruppen   |
| 2020–     | Romano Amacker |

## Vertreter auf eidgenössischer Ebene

### Nationalrat
| Amtszeit  | Bild | Name           |
| --------- | ---- | -------------- |
| 2015–2021 |      | Franz Ruppen   |
| 2021–     |      | Michael Graber |

## Vertreter auf kantonaler Ebene

### Grossräte im Oberwallis
| Legislatur | Sitze    |
| ---------- | -------- |
| 2005–2009  | 1 von 39 |
| 2009–2013  | 5 von 39 |
| 2013–2017  | 6 von 38 |
| 2017–2021  | 7 von 34 |
| 2021–2025  | 7 von 33 |
| 2025–      | 8 von 32 |

### Fraktionspräsidenten
| Amtszeit  | Bild | Name             |
| --------- | ---- | ---------------- |
| 2009–2015 |      | Franz Ruppen     |
| 2015–2021 |      | Michael Graber   |
| 2021–     |      | Christian Gasser |

### Staatsrat
| Amtszeit | Bild | Name         |
| -------- | ---- | ------------ |
| 2021–    |      | Franz Ruppen |